# English Premier Ice Hockey League 2001/02
Die Saison 2001/02 war die 4. Austragung der English Premier Ice Hockey League.

## Modus und Teilnehmer
An der dritthöchsten britischen Liga nahmen ausschließlich englische Mannschaften teil. Es wurden zwei Runden mit Hin- und Rückspiel gespielt. Für einen Sieg – auch nach Verlängerung oder Penaltyschießen – wurden zwei Punkte vergeben, für eine Niederlage nach Verlängerung oder Penaltyschießen gab es einen Punkt.

## Hauptrunde
| Platz | Mannschaft        | Spiele | S  | U | N  | Tore    | Punkte |
| ----- | ----------------- | ------ | -- | - | -- | ------- | ------ |
| 1     | Invicta Dynamos   | 28     | 20 | 3 | 5  | 149: 92 | 43     |
| 2     | Solihull Barons   | 28     | 20 | 2 | 6  | 203:118 | 42     |
| 3     | Wightlink Raiders | 28     | 18 | 4 | 6  | 189:104 | 40     |
| 4     | Romford Raiders   | 28     | 18 | 2 | 8  | 169: 79 | 38     |
| 5     | Swindon Wildcats  | 28     | 18 | 1 | 9  | 153: 98 | 37     |
| 6     | Britische U-20    | 28     | 6  | 0 | 22 | 22:120  | 12     |
| 7     | Nottingham II     | 28     | 4  | 1 | 23 | 65:196  | 9      |
| 8     | Haringey Racers   | 28     | 1  | 1 | 26 | 68:211  | 3      |

Legende: S–Siege, U–Unentschieden, N–Niederlage

## Finalrunde
Die Spiele der Finalrunde wurden in zwei Gruppen à vier Mannschaften durchgeführt. Die jeweils Ersten qualifizierten sich für das Finale.

### Gruppenphase
Die Spiele der Gruppenphase fanden im März 2002 statt. Die englische Juniorenauswahl nahm nicht an den Play-offs teil.

#### Gruppe A
| 3. März 2002 | Romford Raiders | 2:5 | Swindon Wildcats |  |

| 9. März 2002 | Swindon Wildcats | 3:2 | Invicta Dynamos |  |

| 10. März 2002 | Invicta Dynamos | 2:0 | Romford Raiders |  |

| 16. März 2002 | Swindon Wildcats | 4:9 | Romford Raiders |  |

| 24. März 2002 | Invicta Dynamos | 5:2 | Swindon Wildcats |  |

| 31. März 2002 | Romford Raiders | 3:2 | Invicta Dynamos |  |

#### Gruppe B
| 2. März 2002 | Wightlink Raiders | 8:5 | Solihull Barons |  |

| 3. März 2002 | Solihull Barons | 2:6 | Wightlink Raiders |  |

| 9. März 2002 | Solihull Barons | 6:6 | Nottingham II |  |

| 10. März 2002 | Nottingham II | 1:6 | Wightlink Raiders |  |

| 16. März 2002 | Wightlink Raiders | 8:0 | Nottingham 2 |  |

| 24. März 2002 | Nottingham II | 4:5 | Solihull Barons |  |

### Finale
Das Finale wurde in Hin- und Rückspielen im April 2002 ausgetragen.